# Bukit Pepanyi
Bukit Pepanyi is een bestuurslaag in het regentschap Bener Meriah van de provincie Atjeh, Indonesië. Bukit Pepanyi telt 467 inwoners (volkstelling 2010).